# ختم عيد الفصح
أختام عيد الفصح هو شكل من أشكال الملصقات الخيرية التي صدرت لجمع الأموال لأغراض الأعمال الخيرية. وتصدر من قبل جمعية أختام عيد الفصح الخيرية في الولايات المتحدة، ومن قبل الجمعيات الخيرية الكندية لأختام عيد الفصح.

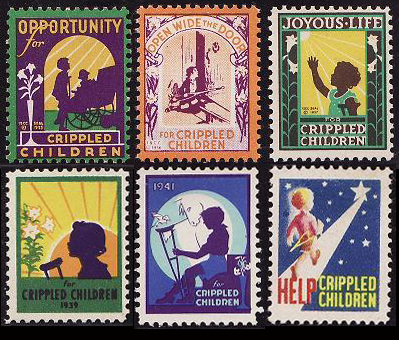
أختام عيد الفصح الأمريكية من عقد الثلاثينيات من القرن العشرين

توضع أختام عيد الفصح على واجهة البريد لإظهار الدعم لقضايا خيرية معينة. وتوزع مع نداءات للتبرع للجمعيات الخيرية التي تدعمها.
أختام عيد الفصح هي شكل من أشكال طوابع سندريلا. ليس لها أي قيمة بريدية.